# Garin le Blanc
Garin le Blanc (en latin : Garinus Albus) est un religieux bénédictin du XIIe siècle, chroniqueur du troisième livre de la Chronique de Morigny (Chronicon Mauriniacense).

## Biographie
Garin le Blanc, né vers 1080 à Épernon dans une famille noble, vint faire ses études à Étampes vers 1094 en compagnie de son ami d'enfance Thomas de Morigny, quant à lui de basse extraction. Garin entra peu après au monastère de Morigny dont l'abbé irrégulier était alors un certain Aubert son cousin, et le prieur un certain Roger, lui aussi fils d'un chevalier du pays chartrain. Thomas après quelques hésitations finit par l'y rejoindre. Peu après, après 1096, Aubert et Roger ayant été chassés de Morigny et remplacés par l'abbé légitime Renaud, Garin et Thomas partirent avec eux au monastère de Coulombs, en Beauce chartraine, où ils prononcèrent leurs vœux définitifs.
Dix ans plus tard, à la fin de l'année 1110, les moines de Morigny élurent pour abbé Thomas, et Garin l'accompagna à Morigny pour y devenir son prieur. Il le soutint à de nombreuses reprises dans des périodes difficiles, où Thomas, assez sujet au découragement, envisagea de se démettre de sa dignité, et ceci jusqu'à la mi-carême de l'an 1140, où il finit par abandonner soudain ses moines pour se réfugier au prieuré de Saint-Martin-des-Champs à Paris. 
Après le départ de Thomas, Garin organisa la résistance des moines contre l'initiative du roi Louis VII qui voulait leur imposer un nouvel abbé au plus vite, sans se soucier de leur traditionnelle liberté d'élection. On ne connaît pas la date de sa mort, en tout postérieure à l'an 1149.

## Œuvre littéraire
On a conservée une seule production littéraire de Garin, à savoir le troisième et dernier livre de la Chronique de Morigny, rédigé en 1149 ou peu après, et récemment rendu à son auteur par Bernard Gineste. Thomas avait composé sa propre chronique en 1131 ou 1132, puis quitté le monastère en 1140. Garin, en 1149 ou 1150, reprend son récit et le continue jusqu'en 1148, date de la mort de l'abbé Thouin, deuxième successeur de Thomas.
La première partie de son récit raconte la fin de l'abbatiat de Thomas après avoir fait son éloge, sans craindre de le comparer à Moïse. Elle est écrite dans la même veine et avec la même ampleur de vue que le récit antérieur de Thomas. Elle est nourrie des récits que cet abbé avait fait à son ami d'enfance de ses voyages à Bordeaux (pour le mariage de Louis VII et d'Aliénor d'Aquitaine) puis à Rome (à l'occasion du deuxième concile du Latran). 
La suite raconte avec moins de verve les abbatiats de Macaire (sur les voyages duquel il est moins bien renseigné) puis de Thouin (dont il nous fait connaître un programme méthodique de construction). Thomas avait composé sa propre chronique en 1131 ou 1132, puis quitté le monastère en 1140. Garin, en 1149 ou 1150, reprend son récit et le continue jusqu'en 1148, date de la mort de l'abbé Thouin, deuxième successeur de Thomas.